# Сороковый Клин
Сороковый Клин (укр. Сороковий Клин) — село, Ямпольская поселковая община, Шосткинский район, Сумская область, Украина.
Код КОАТУУ — 5925680407. Население по переписи 2001 года составляло 45 человек.  Население по переписи 2024 года составляло 8 человек. 

## Географическое положение
Село находится на расстоянии в 1,5 км от сёл Воздвиженское и Зелёная Диброва.

## Экономика
- Свинотоварная ферма.